# Contea di Twiggs
La contea di Twiggs (in inglese Twiggs County) è una contea dello Stato della Georgia, negli Stati Uniti. La popolazione al censimento del 2000 era di 10 590 abitanti. Il capoluogo di contea è Jeffersonville.